# Валиевка (Луганская область)
Валиевка (укр. Валіївка) — село в Краснодонском районе Луганской области Украины. Под контролем самопровозглашённой Луганской Народной Республики.
Входит в Хрящеватенский сельский совет.

## География
Село расположено на левом берегу реки под названием Луганчик (приток Северского Донца). Соседние населённые пункты: город Луганск и посёлок Хрящеватое на западе, сёла Терновое на юго-западе, Видно-Софиевка, Катериновка, Комисаровка и посёлок Новосветловка (все выше по течению Луганчика) на юге, сёла Лысое на юго-востоке, Огульчанск на востоке, Пионерское и Хрящевка на северо-востоке, Вишнёвый Дол, Лобачёво, Бурчак-Михайловка, Николаевка (все ниже по течению Луганчика) на севере.

## Население
Население по переписи 2001 года составляло 65 человек.

## Общая информация
Почтовый индекс — 94456. Телефонный код — 6435. Занимает площадь 0,51 км².

## Местный совет
94457, Луганская обл., Краснодонский р-н, пос. Хрящеватое, ул. Южная; тел. 99-5-21